# Hrvatski zavjetni križ
Hrvatski zavjetni križ je križ, koji je nastao 1979. godine povodom 1100. godišnjice događaja, kada je papa Ivan VIII. uspostavio s knezom Branimirom veze između Svete Stolice i hrvatskog naroda.
Hrvatski zavjetni križ poseban je znak jubileja Branimirove godine. Hrvatski biskupi na čelu sa zagrebačkim nadbiskupom Franjom Kuharićem i izaslanikom pape, kardinalom Franjom Šeperom, istaknuli su ga na velikom slavlju u Ninu 2. rujna 1979. sa željom, da uđe u svaku hrvatsku katoličku kuću i da trajno podjeća na jubilarni obnoviteljski program izražen geslom: „Hrvatska katolička obitelj dnevno moli i nedjeljom slavi misu.” Franjevac Svetislav Stjepan Krnjak napisao je knjigu "Hrvatski zavjetni križ", koja je do sada izašla u 12 izdanja.

## Izgled
Križ se sastoji od podloge sa starohrvatskim pleterom, koji se nalazi preko cijelog križa. Na tom pleteru je raspeti Isus Krist. Na vrhu križa je krstionica kneza Višeslava. Nad Isusovom glavom je natpis INRI. Uz Isusovu desnu ruku je spomenik kneza Branimira, a Pralik Gospe Velikoga Zavjeta uz Isusovu lijevu ruku. U podnožju križa je znak Branimirove godine (879. – 1979.) s ključevima sv. Petra. 
Postoje četiri izvedbe križa. U prvoj izvedbi je križ bez stalka, dok je u drugoj sa stalkom. U trećoj izvedbi, križ s postoljem ima mali spremnik s vratašcima na vertikalnoj gredi s leđne strane. Četvrta izvedba s postoljem ima spremnik s vratašcima na postolju križa. Križ je izveden u bronci i aluminiju.

## Simbolika
Starohrvatski pleter je uzet kao znak hrvatskog naroda i kulture. Isus na pleteru je znak, da je Isus utjelovljen u hrvatsko narodno biće i da se povijest spasenja događala u našoj povijesti.
Krstionica kneza Višeslava je simbol pokrštavanja hrvatskoga naroda i njegove pripadnosti europskoj kršćanskoj kulturi.
Natpis INRI simbolizira događaj, kada je papa Inocent IV. proglasio hrvatski jezik svetim 1248. godine.
Spomenik kneza Branimira je simbol borbe za pravednost i slobodu čovjeka i naroda, kako je to činio knez Branimir.
Pralik Gospe Velikoga Zavjeta je smibol povezanosti hrvatskog naroda s Marijom. Znak Branimirove godine s ključevima sv. Petra je znak vjernosti hrvatskog naroda Rimokatoličkoj Crkvi i papi.
Zavjetni križ poručuje, da je hrvatski narod katolički i kulturan, pod zaštitom Marije u jedinstvu s papom i da takav želi i ostati.

## Vanjske poveznice
- Pismo pape Ivana VIII knezu Branimiru
- Ured HBK za Obitelj - Hrvatski zavjetni križ